# Aver-o-Mar, Amorim e Terroso
Aver-o-Mar, Amorim e Terroso (oficialmente: União das Freguesias de Aver-o-Mar, Amorim e Terroso) é uma freguesia portuguesa do município da Póvoa de Varzim, com 16,64 km² de área e 14 253 habitantes (censo de 2021). A sua densidade populacional é 856,6 hab./km².
É a segunda freguesia mais povoada e a maior em território do município. A freguesia é composta por duas zonas: uma urbana (a poente) e outra suburbana (a nascente), estas zonas dividem-se pelo atravessamento da autoestrada A28.
A freguesia é uma das duas que compõem a cidade da Póvoa de Varzim e constitui a parte norte da cidade. Inclui áreas como o Agro-Velho, área urbana balnear, zona residencial de Aver-o-Mar e as zonas suburbanas de Amorim e Terroso. Neste território encontra-se o Parque da Cidade da Póvoa de Varzim e a Cividade de Terroso, o mais relevante núcleo arqueológico da Póvoa de Varzim.
A junta de freguesia tem três polos de atendimento ao cidadão: Aver-o-Mar, Amorim e Terroso, com sede localizada na zona de Aver-o-Mar. É servida por três paróquias, cada uma servindo um polo da freguesia.

## História
Foi constituída em 2013, no âmbito de uma reforma administrativa nacional, pela agregação das antigas freguesias de A Ver-o-Mar, de Amorim e de Terroso.

## Geografia
Parte da freguesia está incluída na cidade da Póvoa de Varzim, tendo como limites o mar a oeste, Aguçadoura e Navais, Estela, Laundos e Rates a norte, o concelho de Vila do Conde a este e Póvoa de Varzim, Beiriz e Argivai a sul.

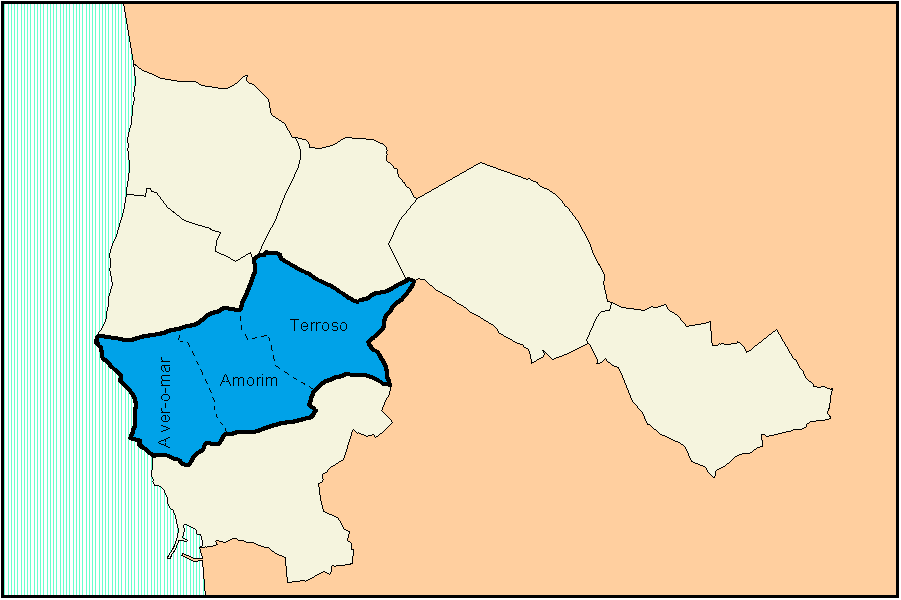
Freguesias do concelho da Póvoa de Varzim. A azul a freguesia de A Ver-o-Mar, Amorim e Terroso (a tracejado os limites das antigas freguesias).

## Demografia
A população registada nos censos foi:
| Distribuição da População por Grupos Etários | Distribuição da População por Grupos Etários | Distribuição da População por Grupos Etários | Distribuição da População por Grupos Etários | Distribuição da População por Grupos Etários | Distribuição da População por Grupos Etários |
| -------------------------------------------- | -------------------------------------------- | -------------------------------------------- | -------------------------------------------- | -------------------------------------------- | -------------------------------------------- |
| Antes da agregação                           |                                              |                                              |                                              |                                              |                                              |
| Ano                                          | 0-14 anos                                    | 15-24 anos                                   | 25-64 anos                                   | >= 65 anos                                   | Total                                        |
| 2001                                         | 2884                                         | 2357                                         | 7721                                         | 1328                                         | 14290                                        |
| 2011                                         | 2375                                         | 1697                                         | 8019                                         | 1896                                         | 13987                                        |
| Após a agregação                             |                                              |                                              |                                              |                                              |                                              |
| Ano                                          | 0-14 anos                                    | 15-24 anos                                   | 25-64 anos                                   | >= 65 anos                                   | Total                                        |
| 2021                                         | 1907                                         | 1650                                         | 7877                                         | 2819                                         | 14253                                        |

## Património
- Parque da Cidade da Póvoa de Varzim
- Cividade de Terroso
- Igreja Paroquial de Nossa Senhora das Neves
- Moinho Luísa Dacosta na Praia do Esteiro
- Capela do Bairro Social da empresa Quintas & Quintas
- Igreja Paroquial de São Tiago de Amorim - Igreja mandada erguer por uma família emigrada no Brasil, concluída em 1921.
- Antiga Igreja Paroquial de São Tiago de Amorim - Igreja datada de 1595, faz de Amorim uma das poucas paróquias que mantém a sua antiga igreja paroquial.
- Capela de Santo António de Cadilhe de Amorim - Capela construída em 1651 pelo reitor António da Paz no lugar de Cadilhe.
- Castelo de Paranho
- Mamoa de Sejães

## Política
Lista dos presidentes de junta, desde a criação da freguesia em 2013:
| #  | Nome                         | Partido      | Início | Fim | Obs. |
| -- | ---------------------------- | ------------ | ------ | --- | ---- |
| 1º | Carlos Alberto Maçães Gondar | Independente | 2013   |     |      |
| 2º |                              |              |        |     |      |
| 3º |                              |              |        |     |      |